# Glypta subcornuta
Glypta subcornuta là một loài tò vò trong họ Ichneumonidae.